# 韋曼斯維爾 (印地安納州)
韋曼斯維爾（英語：Waymansville）是位於美國印地安納州巴塞洛繆縣的一個非建制地區。該地的面積和人口皆未知。

## 地理
韋曼斯維爾的座標為39°03′47″N 86°02′35″W / 39.06306°N 86.04306°W，而該地的平均海拔高度為186米（即610英尺）。